# Tetrastichus patannas
Tetrastichus patannas är en stekelart som beskrevs av Victor Ivanovitsch Motschulsky 1863. Tetrastichus patannas ingår i släktet Tetrastichus och familjen finglanssteklar.
Artens utbredningsområde är Sri Lanka. Inga underarter finns listade i Catalogue of Life.